# Cap de pont
Un cap de pont és un tros petit de terreny que una força armada aconsegueix d'ocupar a l'altra banda d'un riu, en territori enemic, des d'on pren embranzida i prepara el pas del gros de l'exèrcit.
El terme també s'ha generalitzat per indicar qualsevol classe d'àrea defensada que s'estén dins de territori hostil, en particular la zona de la línia de costa. Un cap de pont existeix típicament només alguns dies, mentre les forces invasores s'expandeixen pel territori hostil circumdant, després de la qual cosa la capçalera s'amplia per formar un enclavament, abans d'iniciar una fase d'extensió ràpida.